# Pasquale Camerlengo
Pasquale Camerlengo (Milano, 14 aprile 1966) è un ex danzatore su ghiaccio italiano. Insieme a Stefania Calegari ha vinto quattro volte i Campionati italiani e si è classificato al quinto posto ai Giochi olimpici invernali e al quarto nel Campionato europeo e nel Campionato del mondo nel 1992. Con la sua seconda partner, Diane Gerencser, si è classificato 17° ai Giochi olimpici nel 1998. In seguito Camerlengo si è sposato con Anželika Krylova e ha iniziato a lavorare come allenatore e coreografo.

## Carriera post-agonistica
Camerlengo ha allenato i seguenti pattinatori:
- Kaitlyn Weaver / Andrew Poje[2]
- Madison Hubbell / Zachary Donohue[2]
- Nathalie Péchalat / Fabian Bourzat[2]
- Federica Faiella / Massimo Scali[3]

Camerlengo ha collaborato a realizzare le coreografie dei suoi programmi durante la sua carriera agonistica. Nel 1993 Carlo Fassi gli ha chiesto di realizzare coreografie per alcuni pattinatori da lui allenati. In seguito ha realizzato coreografie non solo per i pattinatori da lui allenati, ma per numerosi altri pattinatori:
- Michal Brezina[2]
- Marie-France Dubreuil / Patrice Lauzon[2]
- Isabelle Delobel / Olivier Schoenfelder[2]
- Daisuke Takahashi[2]
- Jeremy Abbott[2]
- Tomas Verner[2]
- Yuzuru Hanyu[4]
- Akiko Suzuki[5]
- Kaetlyn Osmond[6]
- Anna Pogorilaja[7]
- Kanako Murakami[8]

## Risultati

### Con Calegari
| Internazionali            | Internazionali | Internazionali | Internazionali | Internazionali | Internazionali | Internazionali | Internazionali | Internazionali | Internazionali | Internazionali |
| Evento                    | 1983–84        | 1984–85        | 1985–86        | 1986–87        | 1987–88        | 1988–89        | 1989–90        | 1990–91        | 1991–92        | 1992–93        |
| ------------------------- | -------------- | -------------- | -------------- | -------------- | -------------- | -------------- | -------------- | -------------- | -------------- | -------------- |
| Giochi olimpici invernali |                |                |                |                |                |                |                |                | 5°             |                |
| Campionati mondiali       |                |                | 15°            |                |                | 7°             | 10°            | 6°             | 4°             | 6°             |
| Campionati europei        |                |                | 12°            | 13°            | 11°            | 5°             |                | 6°             | 4°             | 5°             |
| Skate America             |                |                |                | 6°             |                |                |                | 1°             |                |                |
| Skate Canada              |                |                |                |                |                | 4°             |                |                | 1°             |                |
| Intnationaux de Paris     |                |                |                |                |                |                |                | 1°             |                |                |
| NHK Trophy                | 7°             |                |                |                |                |                |                | 3°             | 3°             |                |
| Nations Cup               |                |                |                |                |                |                |                |                |                | 2°             |
| Nebelhorn Trophy          |                |                |                |                | 2°             |                |                |                |                |                |
| Golden Spin               |                |                |                |                | 2°             |                |                |                |                |                |
| Nazionali                 |                |                |                |                |                |                |                |                |                |                |
| Campionati italiani       |                |                |                |                |                | 1°             |                | 1°             | 1°             | 1°             |

### Con Gerencser
| Internazionali            | Internazionali | Internazionali |
| Evento                    | 1996–97        | 1997–98        |
| ------------------------- | -------------- | -------------- |
| Giochi olimpici invernali |                | 17°            |
| Campionati mondiali       |                | 16°            |
| Campionati europei        | 11°            | 13°            |
| Lysiane Lauret            | 1°             |                |
| Autumn Trophy             | 2°             |                |